# 이매뉴얼 오골리
이매뉴얼 오골리(Emmanuel Ogoli, 1989년 ~ 2010년 12월 12일)는 나이지리아의 전 수비수였다.
나이지리아의 바이엘사 유나이티드 FC에서 데뷔했으며, 이후 오션 보이즈 FC로 이적해 활약하였다.
2010년 12월 12일 니제르 토네이도즈 FC와의 리그 경기 도중 갑작스러운 심장마비로 의식을 잃었으며, 병원으로 이송된 직후 사망했다.
사망 이후, 나이지리아 프리미어리그와 나이지리아 축구 협회에서 추가 조사를 실시한 결과, 2010년 11월 14일 심각한 질병을 갖고 있다는 진단을 받았던 사실이 밝혀졌다.